# Ypsilon
Das Ypsilon (neugriechisches Neutrum Ύψιλον Ípsilon, „einfaches I“ [vergleiche Epsilon]; Majuskel Υ, Minuskel υ) ist der 20. Buchstabe des griechischen Alphabets und hat nach dem milesischen System den Zahlwert 400. Im 1. Jahrhundert v. Chr. wurde der Buchstabe auch als 25. Buchstabe in das lateinische Alphabet übernommen, siehe dazu Y.

## Herkunft

Protosinaitisches Waw-Zeichen
Phönizisches Waw
Griechisches Ypsilon
Etruskisches U/V/Y
Lateinisches Y

Das Ypsilon ist der erste Buchstabe, den die Griechen ihrem Alphabet hinzufügten. Sie nahmen dafür eine Variante des phönizischen Waw, nachdem die andere Variante bereits für das Digamma gebraucht wurde. Im Frühgriechischen war der Lautwert des Ypsilon der Vokal /u/, er änderte sich aber bereits in klassischer Zeit zu /ü/. Der neue Buchstabe  wurde einfach mit seinem Lautwert bezeichnet. Erst in byzantinischer Zeit erhielt er den altgriechischen Namen „ὔ ψιλόν ý psilón“, was so viel wie „bloßes“ oder „einfaches Ü“ bedeutet, da mittlerweile auch die Buchstabenkombination οι oi als [y] ausgesprochen wurde.
Die Etrusker übernahmen das frühgriechische Ypsilon und dessen Lautwert. Mit der Zeit verschwand bei den Etruskern die untere Spitze, der Buchstabe bekam die Form V. Ebenso änderte sich die Bedeutung des Buchstabens: Das Etruskische enthielt auch den dem [u] entsprechenden Halbvokal [w], und der Buchstabe wurde verwendet, um beide Laute zu schreiben. Die Etrusker gaben diesen Buchstaben an die Römer mit diesen beiden Lautwerten [u] und [w] weiter. Die Römer verwendeten also den Buchstaben als vorläufig letzten ihres Alphabets in der Form eines V für die Laute [u] und [w] (wie in Englisch „well“), aber nicht als [v] wie w in Deutsch „Wein“ [vaɪ̯n], obwohl diese Aussprache heute im Lateinunterricht üblich ist.
Nach der Eroberung Griechenlands durch die Römer und das dadurch verursachte Eindringen vieler griechischer Namen ins Lateinische wurde das Ypsilon für die Schreibung der griechischen Fremdwörter dann erneut ins lateinische Alphabet eingeführt, dieses Mal aber in seiner Originalform Y. Bis zu diesem Zeitpunkt behalfen sich die Römer bei der Schreibung griechischer Wörter mit V oder I. Der spätere römische Kaiser Claudius versuchte während seiner Amtszeit als Censor, für den Laut [y] einen völlig neuen Buchstaben Ⱶ einzuführen, der einem halben H und dem griechischen Heta (Ͱ) ähnelte. Der Gebrauch dieses Buchstabens konnte sich jedoch nicht durchsetzen.

## Verwendung
Das große Ypsilon bezeichnet in der Physik das Υ-Meson. Als Symbol wird hierbei stets ein Υ mit „Widderhörnern“ verwendet (), das sich vom lateinischen Buchstaben Y (genutzt für die Hyperladung) unterscheidet. In der Heraldik wird von Deichsel gesprochen.

## Zeichenkodierung
|                   | Majuskel Υ                   | Majuskel ϒ (Variante „Ypsilon mit Haken“) | Minuskel υ                 |
| ----------------- | ---------------------------- | ----------------------------------------- | -------------------------- |
| Unicode Codepoint | U+03A5                       | U+03D2                                    | U+03C5                     |
| Unicode-Name      | GREEK CAPITAL LETTER UPSILON | GREEK UPSILON WITH HOOK SYMBOL            | GREEK SMALL LETTER UPSILON |
| HTML              | &#933;                       | &#978;                                    | &#965;                     |
| HTML-Entität      | &Upsilon;                    |                                           | &upsilon;                  |

Für den unter U+03A5 codierten Großbuchstaben gibt es zwei Graphemvarianten: eine wie das lateinische Y aussehende, sowie eine symmetrische mit zwei gebogenen Zweigen, die wie Widderhörner aussehen (). Letztere wird im mathematischen Satz verwendet, um das griechische Υ vom lateinischen Y unterscheiden zu können, jedoch folgt nicht jede Schriftart mit mathematischen Zeichen dieser Konvention.